# Greg Mangano
Gregory Mangano, detto Greg (Orange, 28 ottobre 1989), è un ex cestista statunitense.

## Palmarès
- Campionato finlandese: 2

Kauhajoen Karhu: 2017-18, 2018-19